# سفارة تونس لدى بلجيكا
سفارة تونس لدى بلجيكا هي البعثة الدبلوماسية لجمهورية تونس لدى مملكة بلجيكا، وتقع بالعاصمة بروكسل.